# Tru Calling – Schicksal reloaded!
Tru Calling – Schicksal reloaded! (Originaltitel: Tru Calling) ist eine US-amerikanische Fernsehserie, die von 20th Century Fox Television produziert und beim Fernsehsender Fox ausgestrahlt wurde. Die erste Staffel wurde regulär im Fernsehjahr 2003–2004 gesendet und für eine zweite Staffel verlängert. Nach Abschluss der Dreharbeiten zur sechsten Folge der zweiten Staffel wurde die Serie allerdings eingestellt, die Folgen wurden von FOX zurückgelegt und erst im Frühjahr 2005 als Lückenfüller verwendet, wobei die sechste und letzte Folge „'Twas the Night Before Christmas… Again“ nie bei FOX gezeigt wurde, sondern nur beim SciFi-Channel und das erst am 21. Januar 2008.

## Inhalt
Tru Davies (Eliza Dushku) ist eine Medizinstudentin, die ihr Geld als Helferin in einer Leichenhalle verdient. Sie könnte ein normales Leben führen, jedoch offenbart sich ihr eine Gabe, die ihr Leben verändert.
Sie verleiht ihr die Macht unschuldige Menschen vor dem Tod zu bewahren, indem sie den schicksalhaften Tag deren Todes noch einmal erlebt. So hat sie die Möglichkeit, die Geschehnisse zu ändern und die Personen vor dem Tod zu retten. Zur Seite stehen ihr dabei ihr Chef Davis und ihr Bruder Harrison, die ihre Gabe kennen und denen sie sich immer anvertrauen kann. Doch in späteren Folgen bereitet ihr Trus Gegenspieler Jack gewisse Probleme. Er hat dieselbe Gabe wie Tru, versucht jedoch nicht diese zum Guten einzusetzen, sondern Tru am Retten zu hindern. Er glaubt, sie störe die Pläne des Schicksals. Unterstützt wird er dabei von Trus Vater, der offenbar früher – ähnlich Jack – bis zu deren Tod Gegenspieler seiner Frau war. Bis zum frühzeitigen Ende der Serie stellt sich heraus, dass er seine Frau in Ausübung seiner „Pflicht“ getötet hat. Sie hatte dieselbe Gabe wie Tru.
Der anstrengende Kampf gegen das Schicksal und Jack hat allerdings auch Nachteile, Trus Privatleben kommt zu kurz und für Freunde bleibt wenig Zeit. Lindsay, ihre beste Freundin, heiratet am Ende der 1. Staffel und verlässt die Serie, ihr Freund Luc wird von Jack im Austausch gegen ihren Bruder, den sie an dem Tag gerettet hatte, getötet, ihr letzter Freund Jenssen studiert gemeinsam mit ihr Medizin.

## Besetzung
| Rolle           | Schauspieler      | Synchronsprecher  | Episoden |
| --------------- | ----------------- | ----------------- | -------- |
| Tru Davies      | Eliza Dushku      | Ghadah Al-Akel    | 1–26     |
| Harrison Davies | Shawn Reaves      | Stefan Günther    | 1–26     |
| Davis           | Zach Galifianakis | Stefan Brönneke   | 1–26     |
| Meredith Davies | Jessica Collins   | Natascha Geisler  | 1–20     |
| Lindsay Walker  | A. J. Cook        | Stephanie Kellner | 1–20     |
| Luc             | Matthew Bomer     | Manou Lubowski    | 4–20     |
| Jack Harper     | Jason Priestley   | Philipp Brammer   | 14–26    |

## Episodenliste
| Episode   | Deutscher Titel                       | Originaltitel              | Erstausstrahlung RTL | Erstausstrahlung FOX |
| --------- | ------------------------------------- | -------------------------- | -------------------- | -------------------- |
| 1 (1-01)  | Hilf mir!                             | Pilot                      | 7. Mai 2005          | 30. Oktober 2003     |
| 2 (1-02)  | Flammenopfer                          | Putting Out Fires          | 14. Mai 2005         | 6. November 2003     |
| 3 (1-03)  | Mordnacht                             | Brother’s Keeper           | 21. Mai 2005         | 13. November 2003    |
| 4 (1-04)  | Wir wissen, was Du damals getan hast! | Past Tense                 | 28. Mai 2005         | 20. November 2003    |
| 5 (1-05)  | Nah-Tod-Geheimnis                     | Haunted                    | 4. Juni 2005         | 4. Dezember 2003     |
| 6 (1-06)  | Jenseits des Abgrunds                 | Star Crossed               | 11. Juni 2005        | 11. Dezember 2003    |
| 7 (1-07)  | Mörderin Tru?                         | Morning After              | 18. Juni 2005        | 18. Dezember 2003    |
| 8 (1-08)  | Letztes Lebewohl                      | Closure                    | 2. Juli 2005         | 8. Januar 2004       |
| 9 (1-09)  | Mein Tod und ich                      | Murder in the Morgue       | 25. Juni 2005        | 15. Januar 2004      |
| 10 (1-10) | Unbeliebt                             | Reunion                    | 9. Juli 2005         | 22. Januar 2004      |
| 11 (1-11) | Schicksal                             | The Longest Day            | 16. Juli 2005        | 5. Februar 2004      |
| 12 (1-12) | Opfer oder Täter?                     | Valentine                  | 23. Juli 2005        | 12. Februar 2004     |
| 13 (1-13) | Schön tot                             | Drop Dead Gorgeous         | 30. Juli 2005        | 18. März 2004        |
| 14 (1-14) | Jack taucht auf                       | Daddy’s Girl               | 6. August 2005       | 25. März 2004        |
| 15 (1-15) | Treffer                               | The Getaway                | 13. August 2005      | 1. April 2004        |
| 16 (1-16) | Schlechte Karten                      | Two Pair                   | 20. August 2005      | 8. April 2004        |
| 17 (1-17) | Der Tod steht ihr gut                 | Death Becomes Her          | 27. August 2005      | 15. April 2004       |
| 18 (1-18) | Das Fenster zur Nachbarin             | Rear Window                | 3. September 2005    | 22. April 2004       |
| 19 (1-19) | Gegenspieler                          | D.O.A.                     | 10. September 2005   | 29. April 2004       |
| 20 (1-20) | Zwei Hochzeiten und ein Todesfall     | Two Weddings and a Funeral | 17. September 2005   | 29. April 2004       |

| Episode   | Deutscher Titel              | Originaltitel                           | Erstausstrahlung RTL | Erstausstrahlung FOX            |
| --------- | ---------------------------- | --------------------------------------- | -------------------- | ------------------------------- |
| 21 (2-01) | Nasser Tod                   | Perfect Storm                           | 1. Oktober 2005      | 31. März 2005                   |
| 22 (2-02) | Jack plant Böses!            | Grace                                   | 8. Oktober 2005      | 31. März 2005                   |
| 23 (2-03) | Wer sprach in dunkler Nacht? | In the Dark                             | 15. Oktober 2005     | 7. April 2005                   |
| 24 (2-04) | Ein letzter, schöner Tag     | Last Good Day                           | 22. Oktober 2005     | 14. April 2005                  |
| 25 (2-05) | Tru bricht die Regeln!       | Enough                                  | 29. Oktober 2005     | 21. April 2005                  |
| 26 (2-06) | Tot bleibt tot?              | 'Twas the Night Before Christmas… Again | 5. November 2005     | 21. Januar 2008 (SciFi-Channel) |